# Бежаницы
Бежа́ницы — посёлок городского типа (с 1961) на востоке Псковской области. Административный центр Бежаницкого района, а также муниципального образования Бежаницкое в статусе сельского поселения (в которое сам пгт не входит). Составляет муниципальное образование Бежаницы в статусе городского поселения (в границах пгт).
Посёлок расположен вблизи реки Льста (бассейн реки Великой) и озера Дубец. Находится на автодороге Псков — Великие Луки: в 180 км к юго-востоку от Пскова и в 82 км к северо-западу от Великих Лук. Железнодорожная станция (Сущёво) на ветке Дно — Новосокольники.
Является самым крупным населённым пунктом Бежаницкого района (с населением 3572 человека на начало 2017 года).

## История

### В составе Российской империи
Село Бежаницы было основано беглыми псковичами, новгородцами, литовцами в XVI веке. В Бежаницком краеведческом музее имеется топографическая схема-карта 1581 года, на которой значатся Бежаничи; с этого года и ведут отсчёт летоисчисления Бежаниц. В конце XVI — начале XVII века через село пролёг торговый тракт, и оно стало играть роль транзитного пункта. В 1709 году через село проезжал Пётр I, направлявшийся на Полтавскую битву.
Со времени основания до начала XX века Бежаницы входили в состав Пусторжевского уезда, переименованного в 1777 году в Новоржевский уезд; с момента этого переименования село было центром Бежаницкой волости. Уезд, в свою очередь, входил в Псковскую губернию с момента её учреждения указом Сената от 23 октября (3 ноября) 1772 года.
В XVIII—XIX веках значительную и неоднозначную роль в жизни Бежаниц и волости играл дворянский род Философовых, родовое имение которых — Богдановское (ныне деревня Красное Солнце) — располагалось по соседству с селом. Циничная и необузданная натура деспотичного барина-крепостника Н. Д. Философова послужила А. С. Пушкину прообразом помещика Троекурова в романе «Дубровский», а Ф. М. Достоевскому — прообразом Фёдора Павловича Карамазова в романе «Братья Карамазовы». Однако, это мнение далеко не однозначно, т.к. другие выражают сомнения по этому вопросу.
10 (22) декабря 1870 года в селе была открыта школа, попечительницей которой стала А. П. Философова — общественная деятельница, которая стояла у истоков российского феминизма, а в 1899—1911 гг. была вице-президентом Международного совета женщин — первой международной организации, созданной с целью борьбы за права женщин. 17 февраля (1 марта) 1897 года в Бежаницах А. П. Философовой была открыта народная библиотека (с 2003 года — Бежаницкая центральная районная библиотека имени А. П. Философовой).
11 (24) сентября 1901 года был открыт участок Дно — Новосокольники Московско-Виндаво-Рыбинской железной дороги, на котором появилась станция Бежаницы (находилась в 5 км от села). Однако уже 1 (14) сентября 1903 года её, стремясь избежать путаницы со станцией Бежецк в Тверской губернии, переименовали в станцию Сущёво (по названию крупной соседней деревни).
22 июля (4 августа) 1911 года в Бежаницах открылась первая в Новоржевском уезде больница.
В отчёте Бежаницкого пожарного общества за 1914 год сообщалось, что в Бежаницах проживало 990 человек; при этом насчитывалось 12 каменных, 70 деревянных и 24 смешанные постройки.

### В составе Советского Союза
10 апреля 1924 года по декрету ВЦИК Бежаницкая волость была укрупнена: к ней были присоединены упразднённые Аполинская, Дворицкая и Туровская волости. Однако 1 августа 1927 года вступило в действие Постановление Президиума ВЦИК, по которому в рамках проводимой в СССР административно-территориальной реформы (предусматривавшей ликвидацию деления на губернии и уезды) упразднялись и Псковская губерния, и Новоржевский уезд, и Бежаницкая волость. Село Бежаницы вошло в состав Псковского округа новообразованной Ленинградской области и стало административным центром Бежаницкого района.
Административное деление в предвоенные годы менялось, впрочем, достаточно быстро: по Постановлению ВЦИК и СНК СССР от 3 июня 1929 года Псковский округ был упразднён, а по Постановлению Президиума ВЦИК от 29 января 1935 года Бежаницы и Бежаницкий район передавалась в состав новообразованной Калининской области. Очередным Постановлением Президиума ВЦИК от 5 февраля того же года в составе Калининской области был образован Великолукский округ, включивший и Бежаницкий район; однако Постановлением ВЦИК от 11 мая 1937 года район был передан в состав новообразованного Опочецкого пограничного округа, а по новому Постановлению ВЦИК от 4 мая 1938 года Бежаницы и Бежаницкий район перешли непосредственно в состав Калининской области.

#### Великая Отечественная война и Холокост
Обычную жизнь бежаничан прервала Великая Отечественная война. Уже с конца июня 1941 года германская авиация наносила бомбовые удары по железнодорожной станции Сущёво, а 18 июля 1941 года германские войска заняли Бежаницы. В посёлке было создано еврейское гетто. В нём за 1941—1942 год было уничтожено 120 евреев. Кроме них ещё сотни еврейских семей, всего около 1000 человек были убиты в Бежаницком районе.
В Бежаницком, Ашевском и Кудеверском районах (т. e. на территории нынешнего Бежаницкого района) развернулось массовое партизанское движение. 27 февраля 1944 года в ходе Ленинградско-Новгородской операции 26-я стрелковая дивизия полковника К. Г. Черепанова, действовавшая в составе 1-й ударной армии 2-го Прибалтийского фронта, освободила районный центр Бежаницы. Он лежал в руинах, но практически сразу началось его восстановление.
22 августа 1944 года Указом Президиума Верховного Совета СССР была образована Великолукская область, в состав которой вошли Бежаницы и Бежаницкий район. Указом Президиума Верховного Совета РСФСР от 2 октября 1957 года эта область была упразднена, а Бежаницы и Бежаницкий район отошли к Псковской области.

#### После ВОВ
Решением Псковского облисполкома от 7 августа 1961 года № 304 населённый пункт Бежаницы был отнесён к категории рабочих посёлков, получив тем самым статус посёлка городского типа.
Статус и границы одноимённого муниципального образования как городского поселения установлены Законом Псковской области от 28 февраля 2005 года № 420-ОЗ «Об установлении границ и статусе вновь образуемых муниципальных образований на территории Псковской области».
1 января 2006 года в составе Бежаницкого района было образовано сельское поселение «Бежаницкая волость», с административным центром в посёлке Бежаницы (сам посёлок в её состав не вошёл). По Закону Псковской области от 30 марта 2015 года № 1508-ОЗ «О преобразовании муниципальных образований» Бежаницкая волость, Кудеверская волость и сельское поселение Пореченское упразднялись, а на их месте было создано муниципальное образование «Бежаницкое» со статусом «сельское поселение» и административным центром в рабочем посёлке Бежаницы (который не вошёл и в состав этого поселения).
До войны в Бежаницах был трёхпрестольный Троицкий собор, возведённый в 1793 году стараниями владельца усадьбы Богдановское Философовым, вместо разобранного (или сгоревшего) деревянного храма. В храме было два придела: Покрова Богородицы и апостолов Петра и Павла. Храм был разрушен во время войны — в нём находились огневые точки. Храм располагался на том месте, где сейчас находится братское кладбище и памятник воинам-освободителям. В настоящее время для храма используется дом купца Ченцова постройки 1910 года, выполненный из дикого камня (храм апостолов Петра и Павла, освящён в 1994 году).

## Население
| 1939  | 1959  | 1970  | 1979  | 1989  | 2001  | 2002  | 2009  | 2010  |
| ----- | ----- | ----- | ----- | ----- | ----- | ----- | ----- | ----- |
| 1382  | ↘1331 | ↗3975 | ↗4727 | ↗6213 | ↗6700 | ↘4846 | ↘4620 | ↘4333 |
| 2011  | 2012  | 2013  | 2014  | 2015  | 2016  | 2017  | 2018  | 2019  |
| ↘4328 | ↘4157 | ↘4053 | ↘3880 | ↘3744 | ↘3630 | ↘3572 | ↘3465 | ↘3400 |
| 2020  | 2021  |       |       |       |       |       |       |       |
| ↘3298 | ↗3731 |       |       |       |       |       |       |       |

## Экономика
В посёлке работают лесопилка, типография, хлебопекарня. Здесь располагаются: Бежаницкая средняя школа, центральная районная больница, два отделения связи. В посёлке на 2015 год — 57 улиц общей протяжённостью 32 километра.

## Достопримечательности
- Памятник герою Отечественной войны 1812 года генерал-майору А. Н. Чеченскому. Открыт 27 июня 2012 года на Комсомольской улице[51].
- Часовня-склеп российского государственного деятеля Д. А. Философова (в 1906—1907 гг. — член Государственного совета Российской империи, министр торговли и промышленности). Построена в 1908 году на месте захоронения Д. А. Философова (Советская ул., д. 66)[52].
- Бежаницкий историко-культурный центр Философовых - (ул. Стрепетова, 32)

В Бежаницах проездом побывал писатель Александр Дюма-старший, когда предпринял вояж в Россию вслед за русской красавицей Нарышкиной. В своих записях Дюма пометил, что останавливался на ночлег в Бежаницах, но посреди ночи он, заеденный постельными клопами, вынужден был их покинуть.